# Epitausa venefica
Epitausa venefica là một loài bướm đêm trong họ Erebidae.